# Within the Law (pel·lícula de 1923)
Within the Law és una pel·lícula muda dirigida per Frank Lloyd i protagonitzada per Norma Talmadge. Basada en l'obra homònima de Bayard Veiller (1912), adaptada per Frances Marion, es va estrenar el 29 d'abril de 1923. Aquesta és la segona versió de l'obra que ja va ser portada al cinema per la Vitagraph el 1917 amb Alice Joyce en el paper principal.

## Argument
Mary Turner és injustament condemnada per robar a la botiga on treballa de dependenta i per això decideix venjar-se del seu patró, Edward Gilder, que és la persona que l'ha denunciada. En finalitzar la seva condemna no troba feina i s'acaba associant amb Aggie Lynch, una noia que fa xantatge a homes rics amenaçant-los de denunciar-los per incompliment de promesa de matrimoni. Finalment, Edward Gilder, Dick, el fill del seu enemic, és víctima de la conxorxa de Mary tot i que ella acaba enamorant-se. Dick és a punt de ser acusat d'un assassinat comès per Joe Garson però en aquell moment, Helen Morris confessa el robatori pel qual Mary va ser empresonada i finalment Mary admet el seu amor per Dick.

## Repartiment
- Norma Talmadge (Mary Turner)
- Lew Cody (Joe Garson)
- Jack Mulhall (Richard Gilder)
- Eileen Percy (Aggie Lynch)
- Joseph Kilgour (Edward Gilder)
- Arthur Stuart Hull (George Demarest)
- Helen Ferguson (Helen Morris)
- Lincoln Plummer (sargent Cassidy)
- Tom Ricketts (General Hastings)
- Ward Crane (English Eddie)
- Catherine Murphy (secretari de Gilder)
- DeWitt Jennings (Inspector Burke)
- Lionel Belmore (Irwin, l'advocat)
- Eddie Boland (Darcy)